# أدريانو دي أوليفيرا سانتوس
أدريانو دي أوليفيرا سانتوس (2 مايو 1987 في البرازيل – )؛ هو لاعب كرة قدم سابق كان يلعب كمهاجم.

## وصلات خارجية
- أدريانو دي أوليفيرا سانتوس على موقع قاعدة بيانات كرة القدم.إي يو (الإنجليزية)